# Chiaroscuro (EP)
Chiaroscuro è il primo EP del cantautore italiano AKA 7even (accreditato come Luca Marzano), pubblicato il 17 maggio 2019 dall'etichetta Cosmophonix Production.

## Descrizione
Il progetto discografico, pubblicato dopo la partecipazione dell'artista all'undicesima edizione del talent show X Factor, si compone di cinque tracce, scritte dallo stesso cantautore con la collaborazione di autori e produttori, tra cui Gianvito Vizzi e Max Elias Kleinschmidt, in arte Cosmophonix.

## Tracce
Testi e musiche di Luca Marzano, Gianvito Vizzi e Max Elias Kleinschmidt.
1. Figli di un'avventura – 3:03
2. Niente se non te – 3:38
3. Come pioggia – 3:08
4. Siamo ancora qui – 3:57
5. Chiaroscuro – 4:02